# God (monotheïsme)
God is in monotheïstische religies het Opperwezen, een hogere macht die de unieke schepper en onderhouder is van al het bestaande. Om deze uniekheid te beklemtonen en een onderscheid te maken met de goden uit het polytheïsme wordt de naam met een hoofdletter geschreven.
Van de monotheïstische wereldgodsdiensten hebben het christendom (2,1 miljard), de islam (1,8 miljard) en het jodendom (14 miljoen) de grootste aanhang.

## Aristoteles
Zowel christendom (Thomas van Aquino), islam (Averroes) als jodendom (Maimonides) zijn in de middeleeuwen sterk beïnvloed door de Griekse filosoof Aristoteles (384-322 v.Chr.). Met zijn filosofie was het mogelijk rationeel te bedenken wat een mens van God kon weten los van de openbaring in Tenach, Koran of Bijbel. Alles beweegt; in de visie van Aristoteles wordt alles in beweging gebracht en moet er één laatste oorzaak van alle beweging zijn: De onbewogen Beweger. Deze moet wel volmaakt zijn. Uit zijn volmaaktheid volgen zijn almacht, zijn alomtegenwoordigheid, zijn eeuwigheid, zijn onveranderlijkheid. Of het beeld dat zo van God geschetst wordt, wel overeenkomt met dat in de Tora of de Bijbel, is onderwerp van discussie.

## Gedachten over God
In de drie abrahamitische religies — een verzamelterm voor jodendom, christendom en islam — is God een entiteit met een eigen wil, verstand, gevoel en persoonlijkheid, al zijn er verder tussen de drie religies aanzienlijke verschillen mogelijk, afhankelijk van de eigenschappen die aan hem worden toegedicht, zoals immanentie en/of transcendentie, onmacht en almacht, alwetendheid, goedheid, alomtegenwoordigheid en rechtvaardigheid.

## Vormen van monotheïsme

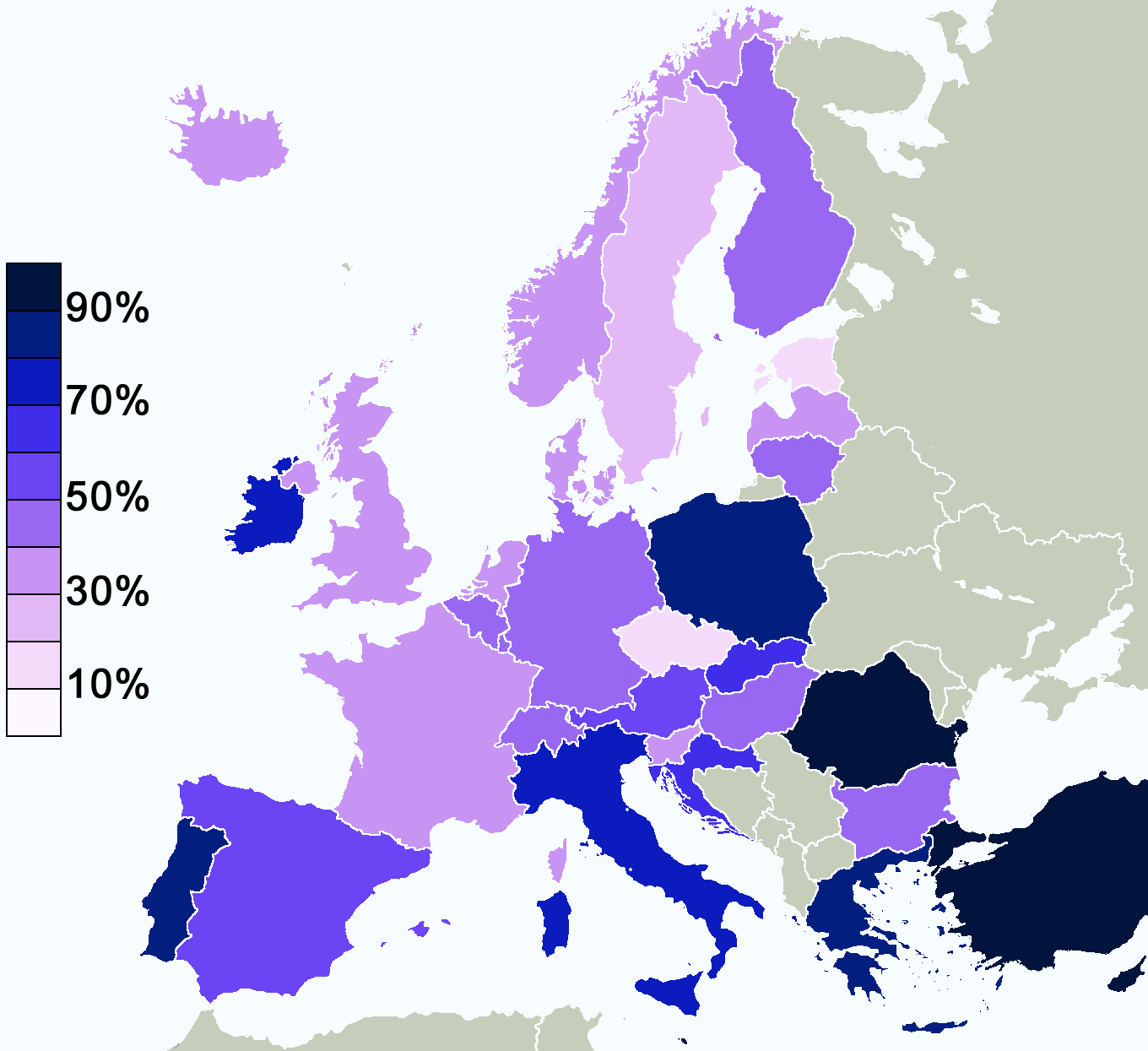
Spreiding van het geloof in een God over Europa

Meerdere filosofische stelsels bevatten één god. Deze zijn onder te brengen in:
- Deïsme: in deze stroming wordt God beschouwd als een transcendent wezen, dat de wereld en haar eeuwige orde geschapen heeft, maar zich niet meer met de schepping bemoeit.
- Pandeïsme: in deze stroming wordt God beschouwd als een bovennatuurlijk wezen dat het universum schiep door het universum te worden en zal het universum uiteindelijk eindigen door een conversie in God.
- Pantheïsme: in deze stroming wordt alles beschouwd als goddelijk, God is het universum.
- Panentheïsme: in deze stroming wordt alles beschouwd als zijnde in God, God is en is meer dan het universum.
- Theïsme: in deze stroming wordt God beschouwd als een immanent (en soms ook transcendent) wezen met antropomorfe eigenschappen; in veel vormen wordt God ook beschouwd als schepper van de wereld.

De meeste religies zijn gebaseerd op een vorm van theïsme of deïsme.

Soms wordt ervan uitgegaan dat er naast God ook één kwaad wezen bestaat. Als dit wezen een goddelijke status heeft, dan is er strikt genomen sprake van een vorm van dualisme. De gelovige vereert echter maar een van beide goden.

## Algemene eigenschappen van God
Hoewel het beeld van God van religie tot religie verschilt, bestaan er overeenkomsten die voor alle deïstische en theïstische religies gelden. Zuiver filosofische standpunten worden in dit artikel buiten beschouwing gelaten en specifiekere eigenschappen worden benoemd in de subartikelen (zie de paragraaf God in diverse religies).

### Hoogste wezen
God wordt in (vrijwel) alle monotheïstische religies beschouwd als de hoogste entiteit, dat als soeverein heerser boven wereldlijke machten gesteld is. Als zodanig is hij of zij almachtig en moet vereerd worden door middel van rituelen, gebed of andere praktijken.
God heeft zich volgens sommigen echter beperkt in zijn almacht. Er gebeuren wel degelijk dingen die hij niet wil; daardoor is de mens in staat zelf verantwoordelijkheid te dragen.

### Persoon
God wordt in (vrijwel) alle monotheïstische religies antropomorf opgevat: hij heeft menselijke eigenschappen, maar vaak in de hoogste vorm van volmaaktheid.
Over het algemeen zullen gelovigen met Origenes en Johannes Calvijn beseffen dat er in de Bijbel sprake is van accommodatief taalgebruik. Met Gods hand wordt zijn macht bedoeld, met zijn mond zijn openbaring enzovoorts.
In sommige religies heeft de ene god meerdere verschijningswijzen (hindoeïsme) of bestaat in meerdere personen (christendom).

### Schepper
God wordt in de meeste religies een rol toegeschreven in de schepping, het ontstaan van de wereld.

### Rechter
God zou een rechtvaardige rechter zijn. In verschillende religies neemt dit verschillende vormen aan: in sommige gevallen zal hij (God wordt vrijwel altijd met de mannelijke aanspreekvorm aangeduid, ook al is hij technisch gezien volmaakt/heel, en dus niet alleen mannelijk) oordelen over de daden van mensen in het hiernamaals, in andere gevallen grijpt hij in in de loop der gebeurtenissen in de actuele wereld.

### Volmaakt
God zou ofwel alle eigenschappen in de hoogste mate bezitten, ofwel alle eigenschappen in de hoogste mate.

#### Al-goed
Hieronder wordt onder meer verstaan: het toppunt van barmhartigheid, vergevingsgezindheid en genade, zie bijvoorbeeld genade (christelijk geloof).
God heeft het beste voor met de schepping en wenst dat iedereen, mensen, engelen en andere geestelijke wezens, uiteindelijk gelukkig is.
Kakotheïsten wijzen dit af: God is, als schepper van een onvolmaakte wereld, volgens hen niet volmaakt goed. Als God immers goed én almachtig is, dan zou het logisch zijn dat hij het kwaad allang vernietigd had, of nooit had laten ontstaan. Pogingen om deze paradox te verklaren heten een theodicee.
In sommige theologische systemen wordt het kwaad verzelfstandigd (los gemaakt van God of de wereld) door een tegenstander van God aan te nemen, die de goede schepping wil vernietigen en strijdt met de goede god. In de abrahamitische religies is dit Satan, in het zoroastrisme Angra Mainyu.

#### Almachtig
God zou bij machte zijn alles te realiseren wat niet in strijd is met zijn andere eigenschappen, in tegenstelling tot de beperkte en onvolmaakte mens.
Volgens C.S.Lewis kan God all things. Hij kan echter geen non-entiy, geen intrinsieke onmogelijkheid, geen dingen die met zichzelf in strijd zijn. Hij kan bijvoorbeeld niet de mens een eigen verantwoordelijkheid geven zonder de mogelijkheid dat hij anders zal handelen dan zou moeten. Het is niet mogelijk dat God liegt. Als mensen overzien we echter maar ten dele wanneer iets intrinsiek onmogelijk is.
Er bestaan verschillende opvattingen over de exacte inhoud van Gods almacht. Deïsten geloven dat God door middel van de natuurwetten in de wereld werkzaam is en deze nooit kan overtreden, in tegenstelling tot theïsten die geloven dat God ook uitzonderingen op de natuurwetten maakt. Deze uitzonderingen noemt men wonderen. De Joods-Nederlandse filosoof Baruch Spinoza stelde dat gebeurtenissen die tegen de natuurwetten lijken in te druisen en daarom wonderlijk lijken, de facto enkelvoudige instantiaties van natuurwetten zijn.

#### Alwetend
God wordt verondersteld alles te weten, van vóór het begin van de schepping tot na het (eventuele) einde ervan. God is daarom ook alomtegenwoordig en alziend.
Sommigen zijn echter van mening dat God weliswaar het heden en het verleden volledig kent, maar niet met zekerheid de toekomst kent; dat zou immers strijdig zijn met de vrije wil die Hij in de schepping heeft gelegd. Van belang is hier het begrip tijd. Voor wie buiten de tijd staat, is het onderscheid tussen verleden, heden en toekomst anders.

#### Eeuwig
Volgens de meeste religies bestond God voordat de aarde bestond en zal hij altijd bestaan: hij is ongeboren en onsterfelijk. Deïsten geloven dat God onveranderlijk is, terwijl theïsten in sommige gevallen het tegendeel erkennen. God kan volgens de laatsten bijvoorbeeld soms zijn mening veranderen.
Volgens Aristoteles kan wat volmaakt is, niet veranderen. Verandering betekent namelijk een verslechtering met beëindiging van de volmaaktheid, óf verbetering, wat in tegenspraak is met volmaaktheid. Waar de Bijbel echter zegt dat God onveranderlijk is, heeft dit echter altijd betrekking op zijn trouw.

### Heilig
God zou de eeuwige en onovertroffen Heilige zijn. Niemand zou kunnen zijn als hij is. Ook zou niemand hem kunnen aanschouwen, en als hij zich in deze wereld manifesteert wordt dit in de Hebreeuwse Bijbel en het Nieuwe Testament als een bijna onverdraaglijk licht beschreven, dat als Heerlijkheid Gods bekend staat. Uit zijn heiligheid volgt dat God de 'zonde' of het 'kwaad' niet kan tolereren maar dit vernietigt als het in zijn 'nabijheid' komt.

## IQM
Anselmus van Canterbury betoogde dat God van alle goede eigenschappen de volmaakte vorm heeft. Zijn definitie van God was: 'datgene dan wat zich niets hogers denken laat', in het Latijn: 'id quo maius nihil cogitari potest', vaak afgekort als IQM. Dit lijkt overeen te komen met de Arabische notie Allahoe Akbar: God is de grootste. Deze overeenstemming is niet onbegrijpelijk: het begrip van een God als een perfect wezen is door de Arabische en scholastieke tradities in de Middeleeuwen diepgaand bestudeerd in het werk van onder meer Plato en Aristoteles.
Uit zijn definitie leidde Anselmus zijn godsbewijs af: als God 'datgene dan wat zich niets hogers denken laat' is, dan is de hoogst denkbare vorm 'datgene dat werkelijk bestaat en dan wat zich niets hogers denken laat'. Dit godsbewijs werd door de filosoof Immanuel Kant weerlegd, die stelde dat existentie geen eigenschap is.

## God in diverse religies
Overeenkomstig diverse tradities wordt God in het vervolg van dit artikel met "hij/Hij", "hem/Hem" benoemd. In het Nederlands is god een mannelijk woord. Er zijn wel discussies over het al dan niet werkelijk mannelijk zijn van God, met name in de feministische theologie. De voor-christelijke Germanen gebruikten het onzijdige als aanduiding voor het godsbegrip nog tot na de kerstening. In het Oudnoords voerde men na de kerstening rond het jaar 1000 ook een mannelijk woord voor dit begrip in, maar dit was enkel van toepassing op de christelijke god.

### Hindoeïsme
Het hindoeïsme kent ook monotheïstische standpunten. Vaak wordt God door hen genoemd: Brahman (andere namen: Bhagavan, Iishvara, Parama Purusha, Purushottama (Paramashiva), of de drie-ene God Trimurti: Brahma, Vishnu en Shiva, al naargelang het religieus-filosofische aspect van de ene god dat wordt besproken).

### Zoroastrisme
In letterlijke zin is het Zoroastrisme geen monotheïsme, maar een dualisme. Formeel worden er twee goden erkend, namelijk Ahoera Mazda, de god van het goede, en Ahriman, de god van het kwaad. De mens is ingeklemd tussen beiden en dient in de eeuwige strijd tussen beide goden de kant van het goede te kiezen.
De mens behoort echter maar één god te dienen en te gehoorzamen: Ahoera Mazda.
Dit dualisme is vergelijkbaar met het onderscheid in het christendom tussen God en de duivel. De duivel is echter geen god, maar een gevallen engel, of, zoals de kerkvader Augustinus het formuleerde: het Kwade is de afwezigheid van het Goede.

### Jodendom
Er zijn meerdere Hebreeuwse woorden die 'god' betekenen:
- El - 'De Godheid', God in de macht en de onmiskenbaarheid van zijn goddelijke natuur (bij Abraham)
- Elohim - meervoudsvorm van El die niet alleen 'goden' betekent maar ook 'de Enige die alle goddelijke hoedanigheden bezit'.
- Daarnaast is er ook een specifieke naam van God (bij Mozes) : יהוה, getranslitereerd als JHWH en gewoonlijk vertaald als de 'Ik Ben' - (andere aanduidingen: Adonai, 'de Heer'). De oorspronkelijke uitspraak is niet bekend omdat in het Hebreeuwse alfabet destijds alleen de medeklinkers werden geschreven; bovendien spreken joden de naam van God niet uit en zij schrijven daarom ook vaak G'd. Het niet noemen van het onnoembare kwam ook bij de oude Germanen voor in de cultus van Freyr wiens eigenlijke naam taboe was. Niet-joden kennen verschillende uitspraken voor JHWH. De meest gebruikelijke transliteratie is Jahweh. JHWH is gerelateerd aan het Hebreeuwse 'bestaan' of 'zijn' of 'actief aanwezig zijn', vandaar de vertaling "Ik ben". Als aanduiding in het dagelijks leven gebruiken (orthodoxe) Joden 'Hashem', wat letterlijk 'de Naam' betekent; in gebed en zegeningen zeggen zij 'Adonai' (Grieks: Kyrios, Kyrie, Latijn: Dominus, Nederlands: Heer) waar de vierletternaam geschreven staat.

Volgens sommige stromingen in het jodendom kunnen geen eigenschappen aan God toegeschreven worden, hoogstens kan het tegendeel ontkend worden.
Volgens de Bijbel is Jahweh een zoon van El (Deut. 32:8-9). Handschriften van Qumran en de Septuagint bewaren de oorspronkelijke versie. De Masoretische Tekst werd vervalst.

### Christendom

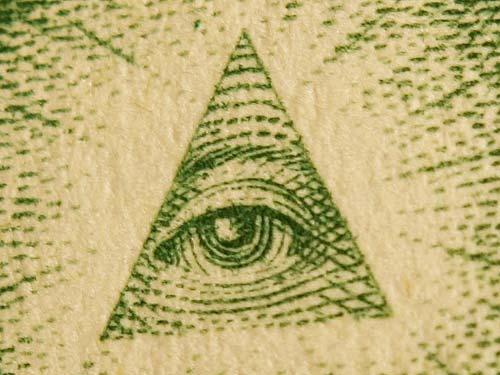
«God ziet U» Een historische (symbolische) voorstelling van het "alziend oog van God" - niet in alle religies bestaat overeenstemming over hoe de godheid kan worden afgebeeld, of zelfs òf deze überhaupt wel afgebeeld màg worden.

De god in het christendom is een drie-eenheid. De naamgeving is verschillend per taal, in het Nederlands gebruiken christenen de naam 'God' om daarmee de god van het christendom aan te duiden, HE(E)RE / HEER als vertaling van de Hebreeuwse eigennaam van God JHWH. De meeste christenen geloven in een drie-eenheid van de vader, de zoon (Jezus Christus) en de heilige geest.

### Islam
In de Koran wordt God الله genoemd, getranslitereerd als allāh of Allah. Het betekent de god en is verwant aan het Fenicische El. Naast het Arabische woord kan men ook de vertaling in zijn of haar landstaal gebruiken. Er is geen enkele afbeelding van God toegelaten. Zelfs afbeeldingen van levende wezens uit zijn schepping zijn vanaf zeker moment in de geschiedenis verboden, om het vereren van beelden en schilderijen te voorkomen. Enkel kalligrafische weergave wordt uitgebreid gecultiveerd.

### Bahai
Aan de basis van alle bahai-leringen staat de idee van de eenheid van God, de eenheid van religie, en de eenheid van de mensheid. God kan alleen gekend worden door middel van zijn manifestaties, die als zuivere spiegels zijn. Dit waren bijvoorbeeld Abraham, Mozes, Boeddha, Zoroaster, Jezus, Mohammed, de Báb en Bahá'u'lláh.
De bahai-opvatting is unitaristisch: de god van de verschillende religies is in alle gevallen dezelfde. Bahai-gelovigen kunnen alle namen die in andere religies voor God worden gebruikt, ook gebruiken.